# 雁荡三角槭
雁荡三角槭（学名：Acer buergerianum var. yentangense）为槭树科枫属下的一个变种。

## 扩展阅读
- 維基物種上的相關：雁荡三角槭